# Максимович, Сергей Олимпиевич
Сергей Олимпиевич Максимович (5 [17] июня 1876, Санкт-Петербург — 27 декабря 1941, Ленинград) — русский и советский учёный и изобретатель, один из пионеров в области цветной фотографии и цветной кинематографии. Открыватель эффекта Максимовича — Калье (1907).

## Биография
С.О.Максимович — правнук писателя, переводчика, цензора В.И.Соца. Отец — Олимпий Александрович Максимович (ок. 1846—?), военный инженер.  Дядя (брат отца) — Анатолий Александрович Максимович, генерал-майор. После окончания с серебряной медалью Александровского лицея в 1898 году С.О.Максимович отправился учиться на электрохимический факультет технического училища в Дармштадт, где освоил способы цветной фотографии, разработанные Гофманом и Гезекнелем. Во время учебы Максимович работал в лабораториях химии, электрохимии, физики и электротехники.
В 1901 году вернулся в Санкт-Петербург и стал работать в Экспедиции заготовления государственных бумаг. В 1919 году ее реорганизовали в Гознак и перевели из Петрограда в Москву. С.О.Максимович работал здесь в фотомеханических мастерских, заведовал отделом Станции по испытанию бумаг, затем возглавил гальванопластическую мастерскую. Начав с использования расщепляющей призмы для трехцветного аддитивного способа, Максимович позднее создал ряд оптических систем, совмещающих изображения с одной и той же точки съемки.
Погиб в блокадном Ленинграде.
Его жена, Эльза Васильевна Максимович (1879—?) и дочь Татьяна (1910—?) были эвакуированы из блокадного Ленинграда в марте 1942 года.

## Образование и деятельность
В 1901 году окончил электрохимический факультет высшего технического училища в Дармштадте, Германия.
В 1901—1916 работал в Экспедиции заготовления государственных бумаг (ныне Гознак) в Петербурге.
В 1919—1930 — профессор Высшего института фотографии и фототехники (позже — ленинградский Фотокинотехникум)
C 1930 — сотрудник Научно-исследовательского института геодезии, аэрофотосъёмки и картографии.

## Достижения
- 1907 год — открытие эффекта Максимовича — Калье и другие исследования в области сенситометрии оказали значительное воздействие на дальнейшее развитие фотографии и разработку систем проекции в кинематографе.
- 1909 год — усовершенствование оптической системы поляризационного денситометра
- 1909 год — совместно с Прокудиным-Горским — патент на способ трёхцветного кинематографа.(герм. патент № 229007 от 22 декабря 1909 года).
  - Для использования патента было организовано акционерное общество «Биохром», которое за период 1910—1914 гг. выпустило несколько цветных фильмов.
  - В существовавших к тому моменту системах цветной кинематографии использовалось попеременное экспонирование через два или три светофильтра, что порождало временной параллакс и его результат — цветную кайму на движущихся объектах. Максимович и Прокудин-Горский стали использовать одновременную съёмку двух изображений, полученных расщепляющей призмой и двумя объективами. Один объектив был снабжён зелёным светофильтром, а второй — двумя меняющимися. В результате была достигнута и лучшая цветопередача, нежели в двухцветном кинематографе, и значительно меньший временной параллакс, по сравнению с эксплуатировавшейся в Англии системой «Кинемаколор», системой Смита—Урбана и другими.
- 22 декабря 1912 года (русская привилегия № 2446) — разработка нового способа изготовления цветных кинофильмов, с применением которого в 1914 году был снят короткометражный цветной фильм.

Автор ряда изобретений в области оптики, гальванопластики и электротехники.